# Gymnogramma heyderi
Gymnogramma heyderi là một loài dương xỉ trong họ Pteridaceae. Loài này được Lauche mô tả khoa học đầu tiên năm 1877.
Danh pháp khoa học của loài này chưa được làm sáng tỏ. 